# Trinità
Trinità ist eine Gemeinde in der italienischen Provinz Cuneo (CN), Region Piemont.
Der Schutzpatron des Ortes ist San Giorgio.

## Lage und Einwohner
Trinità liegt rund 25 km nordöstlich von der Provinzhauptstadt Cuneo entfernt. Das Gemeindegebiet umfasst eine Fläche von 28 km² und hat 2252 Einwohner (Stand 31. Dezember 2023). Zur Gemeinde zählen auch die Fraktionen (Frazioni) Molini, San Giovanni Perucca, Savella und Isola.
Die Nachbargemeinden sind Bene Vagienna, Fossano, Magliano Alpi und Sant’Albano Stura.

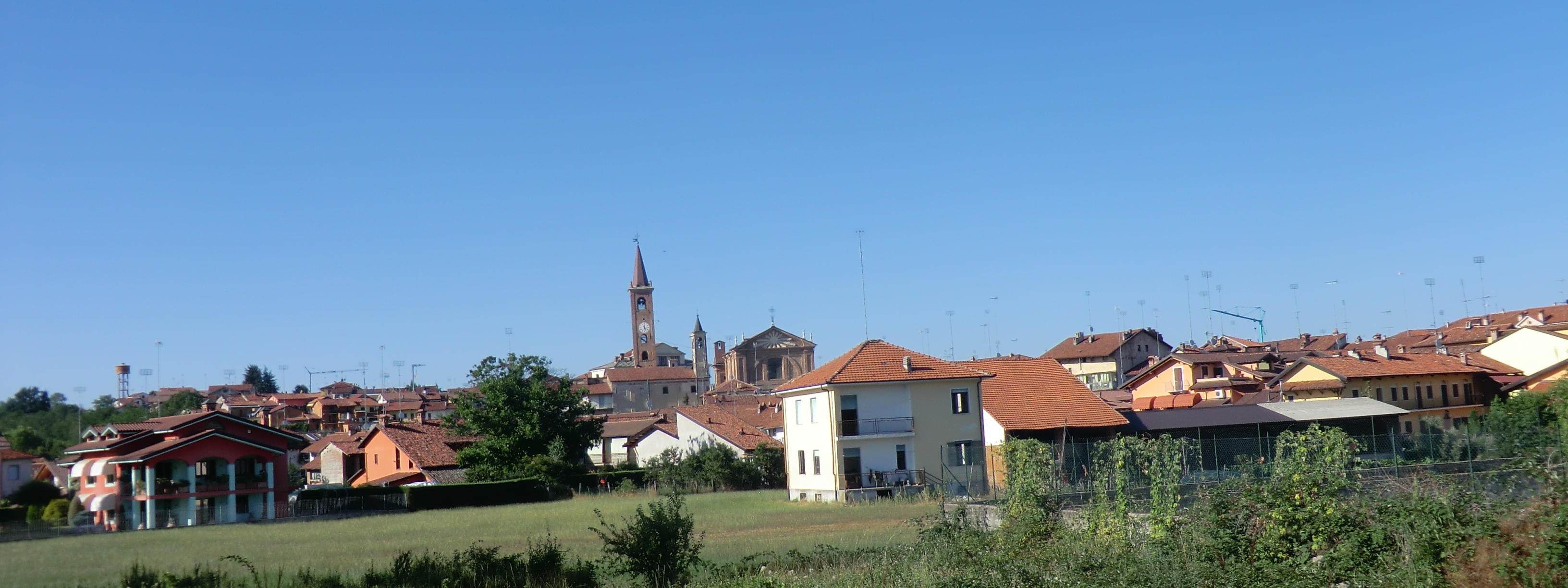
Panorama

## Geschichte

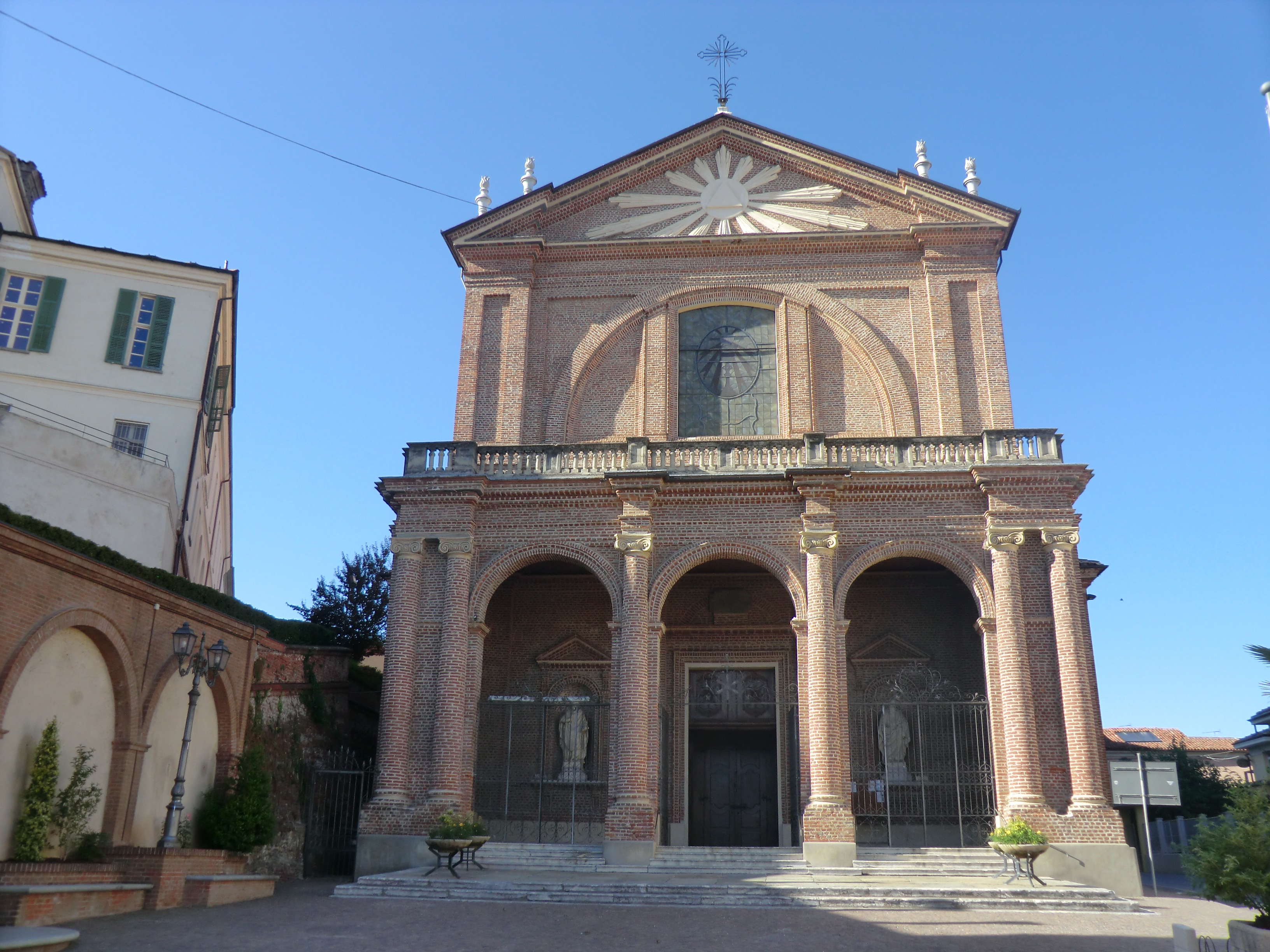
Kirche della Santissima Trinità

Der Ortsname leitet sich vom Namen des der Heiligen Dreifaltigkeit geweihten Klosters ab, das heute vollständig verschwunden ist, wahrscheinlich weil es in eine Pfarrkirche umgewandelt wurde. In mittelalterlichen Unterlagen wird 1243 eine „Villa Sanctae Trinitatis“ erwähnt. Spuren seiner Entstehung finden sich um das Jahr 1000. Die historischen Ereignisse des Dorfes wurden für eine gewisse Zeit mit denen des nahe gelegenen Sant'Albano geteilt, von dem es bis 1412 abhängig war. Zum ersten Mal wurde es in einer Urkunde aus dem Jahr 1041 erwähnt, mit der Kaiser Heinrich III. dies bestätigte Zugeständnisse seiner Vorgänger an drei Kapellen, die zu Sant'Albano gehörten, an die Kirche von Asti. 
Im Jahr 1412 trennte Prinz Ludovico d'Acaia es von Sant'Albano und übertrug es mit dem Grafentitel an Ludovico Costa di Chieri, Generalgouverneur des Fürstentums Piemont. Während des Krieges zwischen Frankreich und Österreich wurde die Burg und die Stadt von den französischen Truppen dem Erdboden gleichgemacht. In den folgenden Jahrhunderten erlitt es weitere Zerstörungen, die im Zweiten Weltkrieg ihren Höhepunkt erreichten.

## Sehenswürdigkeiten
- Die Dreifaltigkeitskirche (Chiesa della Santissima Trinità), welche 1760 von dem Architekten Francesco Gallo errichtet wurde und sich durch ihre typisch neoklassizistische Fassade mit einem einzigen Kirchenschiff und sechs Seitenkapellen mit großen Rundbögen auszeichnet.
- Der Palast der Costa-Grafen im Stil des 19. Jahrhunderts.
- Die Kapelle der Annunziata mit Resten von Fresken aus dem 15. Jahrhundert.
- Die Kapelle San Rocco, ebenfalls mit wertvollen Fresken.
- Die Pfarrkirche San Giovanni Battista aus dem 19. Jahrhundert.
- Die 1658 erbaute Bruderschaft San Giovanni Evangelista mit einem einzigen Kirchenschiff und ohne Seitenkapellen.